# Абакумы (археологический объект)
Абаку́мы — поселение и курганный могильник, обнаруженные около деревни Абакумы Лоевского района Гомельской области. Могильник входит в список историко-культурных ценностей Республики Беларусь.

## Поселение
Поселение, расположенное в 1 км на запад и юго-запад от деревни, около впадения реки Сож в Днепр, заняло мысоподобный выступ террасы Сожа и Днепра. Первенство в открытии принадлежит К. М. Поликарповичу (1926 год). Следующий раз поселение привлекло внимание, когда в 1998—2000 годах его 320 м² исследовал Н. Н. Кривальцевич.
К неолиту относятся кремнёвые изделия (ножи, скобли, скребки, проколки, ретушёры и прочее) и керамика. Для изделий использовался кремень «сожского» типа, кремнёвое сырьё отбиралось серого и бежевого цветов. В наибольшем же количестве были обнаружены остатки первичной обработки кремня (отщепы, сколы, пластины, чешуйки, обломки, нуклеусы и т. д.). Что касается керамики, то археологи обнаружили более 1 тысячи фрагментов неолитической посуды днепро-донецкой культуры. Кроме «гусеничного», лапчатого, гребенчатого орнаментов, встретились наколы, ямки, насечки, круглые ямки под краем венчика и др. Также были обнаружены фрагменты, носившие следы притирания внутренней поверхности, с гребенчатыми расчёсами.
К эпохе бронзе относится найденная керамика среднеднепровской культуры: всего более 300 фрагментов. Высокие шейки образцов этой посуды были отогнуты наружу, края венчиков были скошены внутрь; помимо этого, посуда, имела выпуклый корпус и узкие плоские донца. Украшением найденной посуды служили линейные штампы, прочерченные линии, «гусеничный» и шнуровой орнаменты, но при этом некоторые фрагменты керамики данной культуры несли элементы украшений, характерные для культуры шаровидных амфор. Среди кремнёвых изделий среднеднепровской культуры были найдены фрагменты топоров, наконечники стрел, ножи и прочее. Археологи датируют комплекс 2-й половиной III — началом II тыс. до н. э.
Более 20 фрагментов посуды археологи отнесли к культурному кругу Бабино позднего периода (2000—1700/1600 гг. до н. э.). Для орнаментирования многоваликовой посуды использовались невысокие налепные валики треугольной в разрезе формы, на которые были нанесены узоры ногтевыми насечками.
Также был обнаружен комплекс тшинецкого культурного круга, к которому исследователи отнесли керамику, кремнёвые и каменные изделия, остатки сожжённого жилья со срубной конструкцией стен. От строения сохранились следы трёх стен — северо-восточной (длина 6 метров), частично северо-западной (4,2 м) и юго-восточной (4,9 м) — и остатки открытого очага в восточном углу. Именно на границы очага приходится сравнительно большое количество тшинецкой посуды, представленной горшками, сосудами банковидных форм, миниатюрными кубочками. К характерным чертам керамики в основном относятся утолщённые, со скошенным наружу краем венчики. В то же время украшением некоторых сосудов стали налепленные валики или нанесённые ямки. В качестве орнамента для керамики использовались прочерченные линии, чёрточки, наколы и ямки, линейные штампы, при этом самым распространённым мотивом были свисающие и заштрихованные треугольники. В числе находок исследователи выделяют фрагменты глиняной обмазки, остатки керамических фигурок, керамические бусины. Кроме изделий из кремня, обнаружены камни с пришлифованными поверхностями. Тщинецкий период датируется второй половиной II тыс. до н. э.

## Курганный могильник
Могильник располагается в урочище Кордон в 1 км на запад-юго-запад (или в 0,7 км на запад) от деревни, занимая место поселения времён неолита и бронзового века. В него входит 26 полусферических насыпей, заросших сосняком. Вокруг насыпей есть следы ям-ровиков.
Про наличие могильника первым из исследователей узнал Е. Р. Романов, когда на рубеже XIX и XX столетий проводил опросы местного населения. Первым исследователем могильника стал К. М. Поликарпович в 1926 году. Затем комплекс исследовали многие другие исследователи, в том числе М. И. Лошенков в 1977 году. Два кургана были исследованы в 1963 году археологом Г. Ф. Соловьёвой. При раскопках одного из них была обнаружена ингумация (трупоположение) на горизонте, то есть на выделяющемся какими-либо определёнными качествами археологическом слое, при этом находилась битая круговая посуда.

### Раскопки Макушникова
В 1997—2000 годах 17 курганов из комплекса исследовал археолог О. А. Макушников. Большинство курганов содержали погребения в ямах, но в то же время единожды были обнаружены полная и частичная кремация на горизонте и такое же трупоположение. В ряде насыпей были обнаружены следы сожжённых деревянных конструкций, представлявших собой срубы или столбовые постройки в 1—2 венца. Вместе с остатками кремации были обнаружены неясные фрагменты грубой раннекруговой керамики. Женское погребение на горизонте представлено большим числом находок: стеклянными и каменными бусинами, металлической бусиной дреговичского типа, остатки круговых горшков.
Трупоположения и неполные трупосожжения ориентированы на запад, но иногда с небольшими отклонениями. Общей чертой большинства погребений является наличие следов деревянных, с досок гробов с формой рам с выпусками концов. При изготовлении гробов железные гвозди не использовали. Допускалось захоронение в одном кургане 2 и даже 3 людей, при этом такие захоронения создавались в основе своей единовременно, за исключением некоторых впускных захоронений (например, в случае с частичной кремацией была произведена впускная ингумация). Соотношение захоронений мужчин и женщин примерно равно; также при женских погребениях были и захоронения младенцев.
Во всех захоронениях встречается круговая керамика. Обычно разбитая посуда была найдена непосредственно в могиле или над ней и состояла из нижних частей или разнообразных осколков. Также много фрагментов керамики было обнаружено в ровиках вокруг курганов. Почти вся керамика имеет клейма с преобладанием кругоподобных мотивов (окружности, в том числе вписанные, с точками в центре, стрельчатый, свастики и др.). В то время как в мужских захоронениях встречается лишь керамика, в женских были обнаружены и украшения, близкие полянской традиции Среднего Поднепровья. В их число вошли маленькие стеклянные или бронзовые пуговицы с ушками (1—3 штуки), проволочные перстневидные височные кольца с сомкнутыми или замкнутыми концами, стеклянные бусины, металлические перстни, браслеты и прочее. Также остались следы женских лубяных головных уборов, на которых крепились упомянутые височные кольца и каждый из которых могли удерживать от 1—2 до 20 этих украшений. Кольца асимметрично располагались по разные стороны головы; кроме того, они были обнаружены и вдоль тела, что свидетельствует о возможном ношении на косах.
В целом могильник использовался в конце X — начале XIII века для захоронений небольшим сельским поселением. Большинство же захоронений датируется серединой — второй половиной XII века. Наиболее поздняя граница датировки основана на находке браслета, который представляет собой случай тайного перенимания дорогих городских украшений-наручей. Так, появление таких наручей в Великом Новгороде датируется самым концом XII века.

## Комментарии
1. ↑  По другим данным, 23 насыпи диаметром 4—5 м и 12—13 м, высотой 0,5—1,3 м: Збор помнікаў гісторыі і культуры Беларусі. Гомельская вобласць. — Минск: БелСЭ, 1985. — С. 236. — 371 с. — 8000 экз.; Гарады і вёскі Беларусі / Рэдкал. Г. П. Пашкоў і інш. — Мінск: Беларус. Энцыкл. імя П. Броўкі, 2005. — Т. 2, кн. 2. Гомельская вобласць. — С. 47. — 520 с. — ISBN 985-11-0330-6.

## Рекомендуемая литература
- Крывальцэвіч М. М. Праблемы перыядызацыі і храналогіі эпохі бронзы на тарыторыі Паўднёвай Беларусі :  [белор.] // Гісторыка-археалагічны зборнік. — Минск, 2006. — Вып. 22. — С. 39—52.
- Крывальцэвіч М. М. Супольнасці Беларускага Палесся і лесастэпаў-стэпаў у эпоху бронзы: праблемы культурных сувязяў // Od neolityzacji do początków epoki brązy: przemiany kulturowe w międzyrzeczy Odry i Dniepru między VI i II tys. przed Chr. / Uniwersytet im. Adama Mickiewicza w Poznaniu. Instytut Prahistori; Pod red. Janusza Czebreszuka, Mikoly Kryvalceviča, Przemysława Makarowicza. — Poznań: Wydaw. Poznańskie, 2001. — 381 с.
- Лошенков М. И., Залашко Г. М. Работы Полесского отряда на Гомельщине // Археологические открытия 1977 года. — М., 1978.
- Палікарповіч К. М. Дагістарычныя стаянкі сярэдняга і ніжняга Сажа (па досьледах 1926 г.) // Працы кафедры археолёгіі. — Минск, 1928. — Т. 1. — С. 123—252.
- Романов Е. Р. Археологический очерк Гомельского уезда. — Вильна, 1910.